# ヴァンガード級原子力潜水艦
ヴァンガード級原子力潜水艦 (Vanguard class nuclear-powered submarine) はイギリス海軍が保有・運用している戦略ミサイル原子力潜水艦である。イギリスが運用している唯一の核戦力であり、潜水艦発射弾道ミサイルを搭載し戦略哨戒を行う。レゾリューション級原子力潜水艦の後継艦で、4隻が就役しており、常時1隻が任務についている。
全艦がスコットランドのグラスゴーから25マイル(40km)西方に位置するクライド海軍基地を母港とする。

## 概要
本級は1984年にトライデント・プログラムに基づきイギリス政府により導入が発表され、4隻が建造された。全艦が1986年から1999年にかけてヴィッカース・アームストロングで建造され、1993年から順次就役した。バロー・イン・ファーネスのヴィッカーズ・シップビルディング・アンド・エンジニアリング（VSEL）で建造された。デヴォンシャー・ドックホールは本級を建造するために構築された。
ヴァンガード級は、ヴァリアント級やアメリカ海軍のラファイエット級を元に設計された前のレゾリューション級と異なって、弾道ミサイル原子力潜水艦として初めから設計が行われた。149.9メートルの全長と15,980トンの排水量を持つ本級はレゾリューション級のおよそ2倍の大きさとなり、ソ連のタイフーン型やアメリカのオハイオ級に次いで、今までに建造された3番目に大きい潜水艦であった。大型化の要因はポラリスに比べ遙かに大型のトライデントD5・ミサイルにあった。
武装は弾道ミサイル発射筒に加え、21インチ魚雷発射管4門が装備され最大射程54kmのスピアフィッシュ魚雷を搭載している。ミサイル・コンパートメントはオハイオ級の物を元にしており、オハイオ級では24基が装備できるが本級では16基に減少している。
新型のロールス・ロイスPWR2型原子炉は、本級のために設計された。これは前モデルの2倍の耐用年数を持ち、最大25ノットの速力と航行燃料を補給することなく世界を40周回することが可能であり、高価な燃料交換を行うことなく艦歴を全うすることができる。また、補助発電機としてパックスマン・ディーゼル発電機2機とWH アレンターボ発電機を装備している。

## 比較表
|          |            | 955型（ボレイ型）          | 094型（晋級）       | ル・トリオンファン級              | ヴァンガード級      | オハイオ級             |
| -------- | ---------- | -------------------------- | ------------------- | --------------------------------- | ------------------- | ---------------------- |
| 船体     | 水中排水量 | 24,000 t                   | 12,000 t            | 14,335 t                          | 15,900 t            | 18,750 t               |
| 船体     | 全長       | 170 m                      | 135 m               | 138 m                             | 149.9 m             | 170.67 m               |
| 船体     | 全幅       | 13.5 m                     | 12.5 m              | 12.5 m                            | 12.8 m              | 12.8 m                 |
| 船体     | 吃水       | 9.0 m                      | 不明                | 12.5 m                            | 12 m                | 11.1 m                 |
| 主機     | 機関       | 原子炉+蒸気タービン+発電機 | 不明                | 原子炉+蒸気タービン+発電機+電動機 | 原子炉+蒸気タービン | 原子炉+蒸気タービン    |
| 主機     | 方式       | ギアード・タービン         | 不明                | ターボ・エレクトリック            | ギアード・タービン  | ギアード・タービン     |
| 主機     | 出力       | 不明                       | 不明                | 41,500 hp                         | 27,500 shp          | 60,000 shp             |
| 主機     | 水中速力   | 25 kt                      | 20 kt以上           | 25 kt                             | 25 kt               | 24 kt（推定）          |
| 兵装     | 水雷       | 533mm魚雷発射管×6門        | 533mm魚雷発射管×6門 | 533mm魚雷発射管×4門               | 533mm魚雷発射管×4門 | 533mm魚雷発射管×4門    |
| 兵装     | SLBM       | 3M14×16基                  | JL-2×12基           | M51×16基                          | トライデントD5×16基 | トライデントC4/D5×24基 |
| 同型艦数 | 同型艦数   | 14隻予定                   | 8隻予定             | 4隻                               | 4隻                 | 18隻                   |

## 同型艦
全艦がVSELのバロー・イン・ファーネス造船所で建造された。
| 番号 | 艦名                          | 起工            | 進水            | 就役            | 現状   |
| ---- | ----------------------------- | --------------- | --------------- | --------------- | ------ |
| S28  | ヴァンガード HMS Vanguard     | 1986年 9月3日   | 1992年 3月4日   | 1993年 8月14日  | 就役中 |
| S29  | ヴィクトリアス HMS Victorious | 1987年 12月3日  | 1993年 9月29日  | 1995年 1月7日   | 就役中 |
| S30  | ヴィジラント HMS Vigilant     | 1991年 2月16日  | 1995年 10月14日 | 1996年 11月2日  | 就役中 |
| S31  | ヴェンジャンス HMS Vengeance  | 1993年 10月13日 | 1998年 9月9日   | 1999年 11月27日 | 就役中 |